# Countdown (TV-serie)
Countdown är en amerikansk drama- och thrillerserie som hade premiär på Prime Video den 25 juni 2025. Serien är skapad av Derek Haas.

## Handling
När en tjänsteman vid Homeland Security mördas mitt på ljusa dagen rekryteras kriminalpolis Mark Meachum från LAPD till en hemlig insatsstyrka. Jakten på mördaren avslöjar snart en komplott som är mycket mer ondskefull än någon kunnat föreställa sig.

## Rollista (i urval)
- Jensen Ackles - Mark Meachum
- Jessica Camacho - Amber Oliveras
- Eric Dane - Nathan Blythe
- Violett Beane - Evan Shepherd
- Uli Latukefu - Lucas Finau
- Elliot Knight - Keyonte Bell
- Merrick McCartha - Grayson Valwell